# Cyllognatha gracilis
Cyllognatha gracilis är en spindelart som beskrevs av Marples 1955. Cyllognatha gracilis ingår i släktet Cyllognatha och familjen klotspindlar.
Artens utbredningsområde är Samoa. Inga underarter finns listade i Catalogue of Life.